# Willy Pasini
Pour les articles homonymes, voir Pasini.
 (octobre 2011).
Si vous disposez d'ouvrages ou d'articles de référence ou si vous connaissez des sites web de qualité traitant du thème abordé ici, merci de compléter l'article en donnant les références utiles à sa vérifiabilité et en les liant à la section « Notes et références ».
Willy Pasini est un psychiatre et sexologue italien, professeur de psychiatrie et de psychologie médicale à l'université de Genève, né en 1938 à Milan.

## Biographie
Willy Pasini est d'origine italienne.
Il enseigne la psychiatrie et la psychologie médicale à l'université de Genève où existe depuis 1970 un séminaire facultatif de sexologie clinique. Il a été chargé d'une mission dans le cadre de l'OMS en 1972 afin de faire un bilan de l'enseignement de la sexologie dans le monde et a contribué à l'élaboration du rapport sur la santé sexuelle (OMS, 1975). Il a travaillé sur la contraception et l'avortement avec d'autres spécialistes.

## Publications
Dans une première partie de sa carrière, il publie, en collaboration avec G. Abraham (autre professeur de psychiatrie de Genève) une Introduction à la sexologie médicale, un ouvrage spécialisé qui constitue le fondement de la sexologie médicale française avant de se lancer dans la rédaction d'ouvrages de vulgarisation destinés au grand public.